# 노노 기미토
노노 기미토(일본어: 濃野 公人, 2002년 3월 26일~)는 일본의 축구 선수이다.

## 구단 경력
그는 2024년 J1리그의 가시마 앤틀러스에 입단했다.